# Ostatni Mohikanin (film 1975)
Ostatni Mohikanin (ang. The Last of the Mohicans) – australijski film animowany z 1975 roku. Animowana adaptacja powieści o tej samej nazwie Jamesa Fenimore’a Coopera.

## Obsada
- John Doucette jako Chingachook
- John Stephenson jako Colonel Allen Munro / Delaware Chief
- Paul Hecht jako Duncan Heyward
- Kristina Holland jako Alice Munro
- Casey Kasem jako Uncas
- Mike Road jako Hawkeye
- Joan Van Ark jako Cora Munro
- Frank Welker jako Magua

## Wersja polska
W Polsce film został wydany w serii Hanna-Barbera Opowieści Klasyczne na kasetach VHS z angielskim dubbingiem i polskim lektorem
- Czytał: Andrzej Matul
- Dystrybucja: Hanna-Barbera Poland